# Bror Edvard Järnh
Bror Edvard Gabriel Järnh, född 24 april 1879 i Örebro, död 1956, var en svensk ingenjör. 
Järnh blev elev vid Tekniska skolan i Örebro 1896 och avlade avgångsexamen där 1899. Han blev biträdande ingenjör vid John Anderssons Elektrotekniska Byrå i Stockholm 1899, prokurist för samma firma 1900, övertog byrån och bedrev densamma under firma John Anderssons Elektrotekniska Byrå Eftr. 1902–1917 samt ombildade firman till Järnhs Elektriska AB och var bolagets verkställande direktör från 1917. 
Järnh började tidigt att intressera sig för röntgentekniken och 1907 anmodades han av ledande läkare att träda i förbindelse med utländska tillverkare av dylik utrustning. Han började därefter att importera dylik utrustning i samarbete med föreståndaren för Serafimerlasarettets röntgenavdelning Gösta Forssell och firman blev snart Sveriges ledande röntgentekniska företag. Under första världskriget, då importen försvårades, började firman att själv tillverka dylik utrustning. År 1909 startades även tillverkning av person- och varuhissar och samma år blev firman entreprenör åt Stockholms stads elektricitetsverk. År 1923 övertogs även Stille-Werners tillverkning av elektromedicinsk utrustning. År 1931 började firman även ägna sig åt kylskåp och kylanläggningar. År 1940 invigdes en ny fabrik i Hagalund, där man tillverkade elektrokardiografer. Då ingicks ett avtal med läkarna Peter Petersen och Rune Elmqvist, vilket innebar att Lunds universitets instrumentmakeri överflyttades till fabriken i Hagalund.  År 1956 uppgick Järnhs Elektriska AB i Elema-Schönander AB, vilket tre år senare köptes av Siemenskoncernen.